# Саракусте
Са́ракусте (ест. Sarakuste küla) — село в Естонії, у волості Кастре повіту Тартумаа.

## Населення
Чисельність населення на 31 грудня 2011 року становила 55 осіб.

## Географія
Через населений пункт проходить автошлях 22270 (Вана-Кастре — Кастре — Винну). 

## Історія
До 24 жовтня 2017 року село входило до складу волості Мякса.